# Dichelacera diaphorina
Dichelacera diaphorina är en tvåvingeart som först beskrevs av Barretto 1947.  Dichelacera diaphorina ingår i släktet Dichelacera och familjen bromsar. Inga underarter finns listade i Catalogue of Life.